# 恐猛蚁属
恐猛蚁属（学名：Dinoponera，英文俗名：tocandiras, giant Amazonian ants, giant hunting ants）又称恐针蚁属或巨猎猛蚁，隶属于蚁科猛蚁亚科。该属物种的体长至少在20mm以上，最大可达36mm。

## 分布
该属之下的物种仅分布于南美洲的巴西、阿根廷、秘鲁、圭亚那、厄瓜多尔、哥伦比亚，玻利维亚、乌拉圭和巴拉圭。

## 下属物种
- 南方恐猛蚁 Dinoponera australis Emery, 1901
- 多毛恐猛蚁 Dinoponera hispida（英语：Dinoponera hispida） Lenhart, Dash & Mackay, 2013
- 巨人恐猛蚁 Dinoponera gigantea Perty, 1833 （本属模式种）
- 长足恐猛蚁 Dinoponera longipes（英语：Dinoponera longipes） Emery, 1901
- 光亮恐猛蚁 Dinoponera lucida（英语：Dinoponera lucida） Emery, 1901
- 截恐猛蚁 Dinoponera mutica（英语：Dinoponera mutica） Emery, 1901
- 方头恐猛蚁 Dinoponera quadriceps（英语：Dinoponera quadriceps） Kempf, 1971
- 斯氏恐猛蚁 Dinoponera snellingi（英语：Dinoponera snellingi） Lenhart, Dash & Mackay, 2013 （目前含有争议）